# Ulrika Sparre
Ulrika Gunilla Marianne Eriksdotter Sparre, född 31 augusti 1974 i Stockholm, död 13 maj 2025 i Matteus distrikt i Stockholm, var en svensk konstnär.
Sparre utbildade sig på Konstfack, där hon avlade mastersexamen i fri konst, och Gerrit Rietveld Academie i Holland, där hon blev bachelor i skulptur. Hon arbetade med installation, skulptur, fotografi, film, performance och ljud. I sitt arbete undersökte hon tro, identitet och samtida livsåskådning samt behovet av existentiella frågor i ett sekulärt samhälle.
Sparre ställde ut på bland annat Färgfabriken i Stockholm, Reykjavik Art Museum, Galleri Niklas Belenius, Varbergs Konsthall, Stene Projects, Sven-Harrys Konstmuseum, Artipelag och Interaktiva Institutet. Hon genomförde även ett antal offentliga gestaltningar i Enskedefältets skola och på Haninge Terrassen i samarbete med Cecilia Edefalk.
Till Sparres mest omtalade verk hör ljudverket Jag är störst som använder böneutropets estetik, samt verket Till Herr Daniel Westling där hon ger sitt 'blåa' blod genom en bloddonation. Performanceverket Allt är bra utgår från en idé om äldre tiders stadsvakt (Town crier). Stadsvakten vaktade staden på natten när dess invånare sov. Varje timme ringde hon i sin klocka för att upplysa om tiden samt meddela att allt var lugnt i staden. Allt är bra finns som ett konstverk (Multipel 3:2015) som producerats av Sveriges allmänna konstförening 2015.
Ulrika Sparre tilldelades Beckers konstnärsstipendium 2008 och Östra Göinge stenstipendium 2015. Hennes arbeten finns representerade på bland annat Statens konstråd, Örebro kommun, Nya Karolinska Solna, Stockholm Konst och Artipelag.